# I grandi successi originali (Loretta Goggi)
I grandi successi originali è un doppio album raccolta di Loretta Goggi, pubblicato nel 2002 e ristampato nel 2009.

## Descrizione
L'album fa parte di una serie di raccolte discografiche della collana denominata Flashback, pubblicate su compact disc e musicassetta dalla BMG Ricordi con marchio RCA a partire dal 2000.
Si tratta, nella quasi totalità dei casi, di raccolte monografiche dedicate a singoli artisti italiani, solisti o gruppi, suddivise in due volumi, ciascuno dei quali contenente 12 brani, per un totale di 24. Raccolte di successi, tutti rigorosamente in versione originale, che rappresentano spesso la prima stampa, nel formato compact disc, di un certo numero di tracce fino ad allora disponibili soltanto in vinile o su musicassetta.
L'album raccoglie 24 brani dalla discografia di Loretta Goggi, incisi tra il 1963 ed il 1973, nel periodo in cui la cantante era sotto contratto con le etichette RCA e Durium.
La raccolta contiene la quasi totalità dei brani inclusi nei primi due LP della cantante, Vieni via con me e Formula 2, più i brani Mani Mani e Yeah!, all'epoca pubblicati solo su 45 giri, ed il lato b del primo singolo di Loretta, inciso a soli 13 anni per l'etichetta RCA, Moscacieca twist.
Dalla raccolta furono esclusi alcuni brani a tutt'oggi ancora inediti su CD e in digitale, come Pun tan tai, Esci dalla mia mente, Cico e Bum, Le buone azioni di Cico e Bum, Un Jour L'Amour (Non c'è uomo), brano pubblicato come lato b di un 45 giri per il mercato giapponese e inedito in Italia, Weil Meine Tränen Viel Zu Schade Sind, brano pubblicato solo per il mercato tedesco, accoppiato ad una versione in tedesco di Cibù Cibà, anch'essa inedita e le versioni giapponesi di Dolce, triste ed Io sto vivendo senza te, pubblicate per il solo mercato nipponico.
Il disco è stato pubblicato in una prima edizione in doppio CD ed MC, con il numero di catalogo 74321851312 (2); nel 2009 è stato ristampato con un artwork diverso mantenendo la stessa tracklist, su etichetta RCA con numero di catalogo 88697587352, pubblicato anche come download digitale e sulle piattaforme streaming.

## Tracce
1. Molla tutto
2. Vieni via con me
3. Fino all'ultimo
4. Solo l'emozione
5. Amanti ed angeli
6. Scusa se insisto
7. Io sto vivendo senza te
8. Mani Mani
9. Due ragazzi
10. Cibù Cibà
11. Per favore
12. Moscaceca Twist
13. Un pomeriggio con te
14. Chi salta il fosso
15. Mettiamo che tu
16. Ciao settembre
17. Yeah!
18. Na Na Na
19. Dolce e triste
20. Come amico
21. Il cuscino
22. Fio Maravilha
23. Ti chiedo scusa
24. Come diceva il poeta